# Paratype trifera
Paratype trifera là một loài bướm đêm thuộc phân họ Arctiinae, họ Erebidae.